# Marija Erić
Pour les articles homonymes, voir Erić.
Marija Erić, née le 8 mai 1983 à Belgrade, est une joueuse serbe de basket-ball. Elle joue principalement au poste de meneuse.
En 2010, elle est engagée comme pigiste au club français de Tarbes à la suite de la blessure d'Isis Arrondo. Avec son ancien club de Novi Sad, elle avait marqué 26 points face à Tarbes
Après une saison à Faenza (13,4 points, 3,9 rebonds et 4,1 passes décisives), elle signe  à l'été 2012 à Prioloo.

## Clubs
| Saisons   | Équipe                             | Pays   |
| 2004-2005 | ZKK Vojvodina                      | Serbie |
| 2005-2006 | Acetum Cavezzo                     | Italie |
| 2006-2008 | Germano Zama Faenza                | Italie |
| 2008      | Dynamo Koursk                      | Russie |
| 2008-2009 | Vomero Basket Napoli               | Italie |
| 2010-2011 | Tarbes Gespe Bigorre               | France |
| 2011-2012 | Club Atletico Faenza Pallacanestro | Italie |
| 2012-2013 | GS Trogylos Basket Priolo          | Italie |

## Palmarès
- Vainqueur de la Coupe d'Italie en 2007